# 하나와 미소시루
《하나와 미소시루》(はなちゃんのみそ汁)는 2015년 공개된 일본의 영화이다.

## 출연
- 히로스에 료쿄 - 야스타케 치에 역
- 타키토 켄이치 - 야스타케 싱고 역
- 아카마츠 에미나 - 야스타케 하나 역
- 히토토 요 - 마츠나가 시호 역
- 콘노 마히루 - 요시무라 나츠코 역
- 하라다 키와코 - 카타기리 의사 역
- 하루카제 히토미